# Charles Helmér
Charles Helmér (Bror Helmer Eriksson), född den 20 juli 1916 i Gudmundrå, Västernorrlands län, död den 26 augusti 1971 i Bollstabruk, samma län, var en svensk dragspelare. Gift 7 februari 1943 med Lisa Gidlöf från Edsele, med vilken han fick fem barn.
Strax före sin radiodebut i slutet av 1930-talet tog Helmer Eriksson artistnamnet Charles Helmér. Under detta namn turnerade han över hela Sverige med sin dans- och underhållningsorkester. Han framförde ofta de stora dragspelsmästarnas musik; verk av Pietro Frosini och Pietro Deiro sägs ha varit särskilt uppskattade. 
Charles Helmér var en flitig arrangör av dragspelstävlingar och tog initiativet till flera Norrlandsmästerskap. På senare år samarbetade han med såväl Snoddas Nordgren som Jokkmokks-Jokke.